# 失效原因
失效原因是指在設計、過程、品質或是零件應用上的缺陷，此缺陷是某一失效的原因，或是因此開始會導致失效的程序。若失效和產品或過程的使用者有關，也需要考慮人为错误的可能性。

## 零件失效／失效模式
零件的失效模式是指零件在零件層次的機能失效。零件多半只有幾個失效模式，例如，繼電器可能無法依要求開啟或是關閉。不過導致失效的機制可能有許多不同的原因，也可能會是許多因素同時作用的結果。有可能是因為接點的腐蚀、異常大電流造成的接點焊死、返回彈簧的金屬疲勞、未預期命令、灰塵堆積、機構堵塞等。很少可以識別出造成系統失效的單一原因。大部份情形下的實際根本原因都會和某種程度的人为错误有關，例如設計錯誤、操作錯誤、管理錯誤、維護造成的錯誤、規格的錯誤等。

## 失效場景
失效場景（fault scenario）是識別了可能的先後關係，結合了事件、失效（失效模式）、條件、系統狀態，最終造成系統失效結果的完整敘述。由原因（若知道的話）開始，到特定的結果（系統失效條件）為止。系統的失效場景類似零件的失效機制（failure mechanism）。二個的結果都是系統／零件的失效模式。
失效場景不像許多產品使用者或是流程參與者所用的，只敘述發生現象而已。失效場景／失效機制是較完整的敘述，包括失效出現的前置條件、產品使用的情形、接近的原因以及最終的原因（若已知的話），以及產生的附屬故障以及最終的失效結果。
失效場景是工程師词库的一部份，特別是在針對產品或流程進行測試及调试的工程師。此工作需要小心的觀察及敘述失效條件、確認失效是否可以重現、假設哪一種條件及先後順序的組合會造成失效，這是修正設計缺陷以及改善後續迭代過程的一部份。此名詞也可以用在機械系統的失效。

## 失效原因種類

### 機械失效
以下是一些機械失效的機制：過度撓曲、挫曲、延性斷裂、脆性斷裂、撞擊、潛變、應力鬆弛、热冲击、磨損、腐蝕、應力蝕裂（stress corrosion cracking）以及機械的疲勞。每一種都會有特別的破斷面，以及破斷面附近的特徵。元件受力的方式，以及受力的歷史也和結果的判斷有關。幾何設計也非常的重要，因為應力集中會將局部負載放大到非常大的程度，因此會開始斷裂。
隨著對失效的瞭解越來越多，失效原因可以從單純描述現象以及結果，進展到有關失效情形、出現時間以及原因的系統性，較抽象化的概念模型。
產品或情形越複雜，越需要清楚的瞭解失效原因，為了是要確保系統的正常運作（或是維修）。例如像級聯故障就是特別複雜的失效原因。邊緣案例及邊角案例也是常出現複雜、未預期、難以除錯問題的場合。

### 腐蝕失效
材料可能會因為腐蚀過程而退化，例如铁锈就是讓铁和钢退化的原因之一。腐蝕也可能和負載有關，例如應力蝕裂及環境應力破裂。